# Cora, Wyoming
Cora är en ort i Sublette County i den amerikanska delstaten Wyoming, belägen omkring 16 km nordväst om countyts huvudort Pinedale vid delstatsväg 352. Orten hade 142 invånare vid 2010 års folkräkning, saknar kommunalt självstyre och räknas statistiskt som en census-designated place.
Cora grundades i slutet av 1890-talet, då ett postkontor startades här. Orten blev snart en lokal samlingsplats för pälsjägare, skogshuggare och lokala nybyggare. Under ortens tidiga blomstringstid hade den ungefär 500 invånare, men har i likhet med många andra mindre orter i trakten haft sjunkande befolkning sedan andra världskriget.